# Allpa Kallpa
Allpa Kallpa (en quechua: La fuerza de la tierra) es una película peruana de 1974 dirigida por el argentino Bernardo Arias, producida y protagonizada por el cómico Tulio Loza y con fotografía de Eulogio Nishiyama y Jorge Vignati.
Fue exhibida durante el 9.º Festival Internacional de Cine de Moscú, donde ganó un Premio de plata.

## Sinopsis
Nemesio Chupaca regresa de Lima a su tierra natal Pichiuchiuchiu en Apurímac y se presenta como abogado ante un grupo de campesinos locales, quienes luchan por su dignidad frente a un abusivo gamonal en el contexto de la Reforma agraria peruana.

## Reparto
- Tulio Loza como Nemesio Chupaca.[7]
- Zully Azurín como Valicha.
- Jorge Pool Cano como profesor.
- Cuchita Salazar como Doralina.
- Hudson Valdivia como patrón Vaca de Castro.
  - Ramón Mifflin como patrón Vaca de Castro de joven.[6][8]
- Guillermo Campos[9]
- Melcochita[10]
- Hugo Loza
- Luis Abanto Morales como él mismo.

## Producción
La película fue financiada por la productora Apurimac S.A., propiedad del actor Tulio Loza. El rodaje empezó en enero de 1971, con Loza afirmando que sería superior a su anterior filme Nemesio. La locación principal fue el pueblo de Huasao, cerca de la ciudad del Cusco, donde Loza y Arias tuvieron que descansar en el colchón de un colegio durante los siete meses de rodaje.

## Lanzamiento y censura
La película fue estrenada en el cine Tacna de Lima el 25 de julio de 1974. El gobierno militar de Juan Velasco Alvarado la consideró como una burla hacia sus reformas, por lo que fue censurada. En Argentina también sufrió censura y fue tachada de subversiva. Pero quizás uno de los motivos más fuertes de dicha censura fue porque se rumoreaba que Juan Velasco Alvarado andaba de amores con Madeline Hartog quien fue Miss Mundo en 1967 y se dice que, a manera de sorna, Tulio Loza le puso a uno de sus personajes femeninos secundarios Madeleine y quizás es probable que se enfureciera.[cita requerida]
La película se encontró almacenada en los laboratorios de Argentina hasta el año 2007, cuando Tulio Loza transfirió la película a DVD antes de subirla a YouTube.